# Haradamyces foliicola
Haradamyces foliicola är en svampart som beskrevs av Masuya, Kusunoki, Kosaka & Aikawa 2009. Haradamyces foliicola ingår i släktet Haradamyces, divisionen sporsäcksvampar och riket svampar.   Inga underarter finns listade i Catalogue of Life.